# Линколнвил (Пенсилванија)
Линколнвил (енгл. Lincolnville) насељено је место без административног статуса у америчкој савезној држави Пенсилванија.

## Демографија
По попису из 2010. године број становника је 96, што је 16 (-14,3%) становника мање него 2000. године.
| Група             | 2000.        | 2010.      |
| Белци             | 112 (100,0%) | 94 (97,9%) |
| Афроамериканци    | 0 (0,0%)     | 1 (1,0%)   |
| Азијати           | 0 (0,0%)     | 0 (0,0%)   |
| Хиспаноамериканци | 0 (0,0%)     | 0 (0,0%)   |
| Укупно            | 112          | 96         |